# NGC 346
NGC 346は、きょしちょう座内に見える小マゼラン雲内にある若い散開星団である。1826年8月1日にスコットランドの天文学者ジェームズ・ダンロップによって発見された。ジョン・ドライヤーは、「明るく、大きく、非常に不規則な形で、中央部がずっと明るく、二重星に似て、まだらだが解像されない程度である」と記述した。星団の外縁部には、小マゼラン雲で最も明るい恒星である恒星系HD 5980がある。
この星団は、N66と呼ばれる小マゼラン雲で最も明るいH II領域の近くにある。銀河の棒状構造の北東部に位置し、この星団の方角に重いOB型星が230個同定されている。星団内の33個の恒星はO型星で、11個O6.5かそれより初期の恒星である。星団の内側の半径15パーセクの領域は、中央に向かって凝集しているように見えるが、その外側は、よりまばらである。中央付近の最も若い恒星は、200万歳以下であり、この星団ではまだ高質量の星形成が行われていると観察される。星形成速度は、1年あたり(4±1)×10−3 M☉と推定される。
アメリカ航空宇宙局のジェームズ・ウェッブ宇宙望遠鏡による2023年の観測で、先例のない洞察が得られた。
この観測により、星団の塵環境に関する驚くべき詳細が明らかとなった。これは、それまでの前提に疑問を呈し、このダイナミックな恒星のゆりかごの中での原始星の形成と初期の惑星系の発展に新たな光を当てるものであり、小マゼラン雲における星形成に関する我々の理解を大きく進め、銀河の形成と進化に関する将来の研究のための新たな道を提供するものである。

視野30'のNGC 346の画像の周囲にはうっすらとした星雲構造が見える。
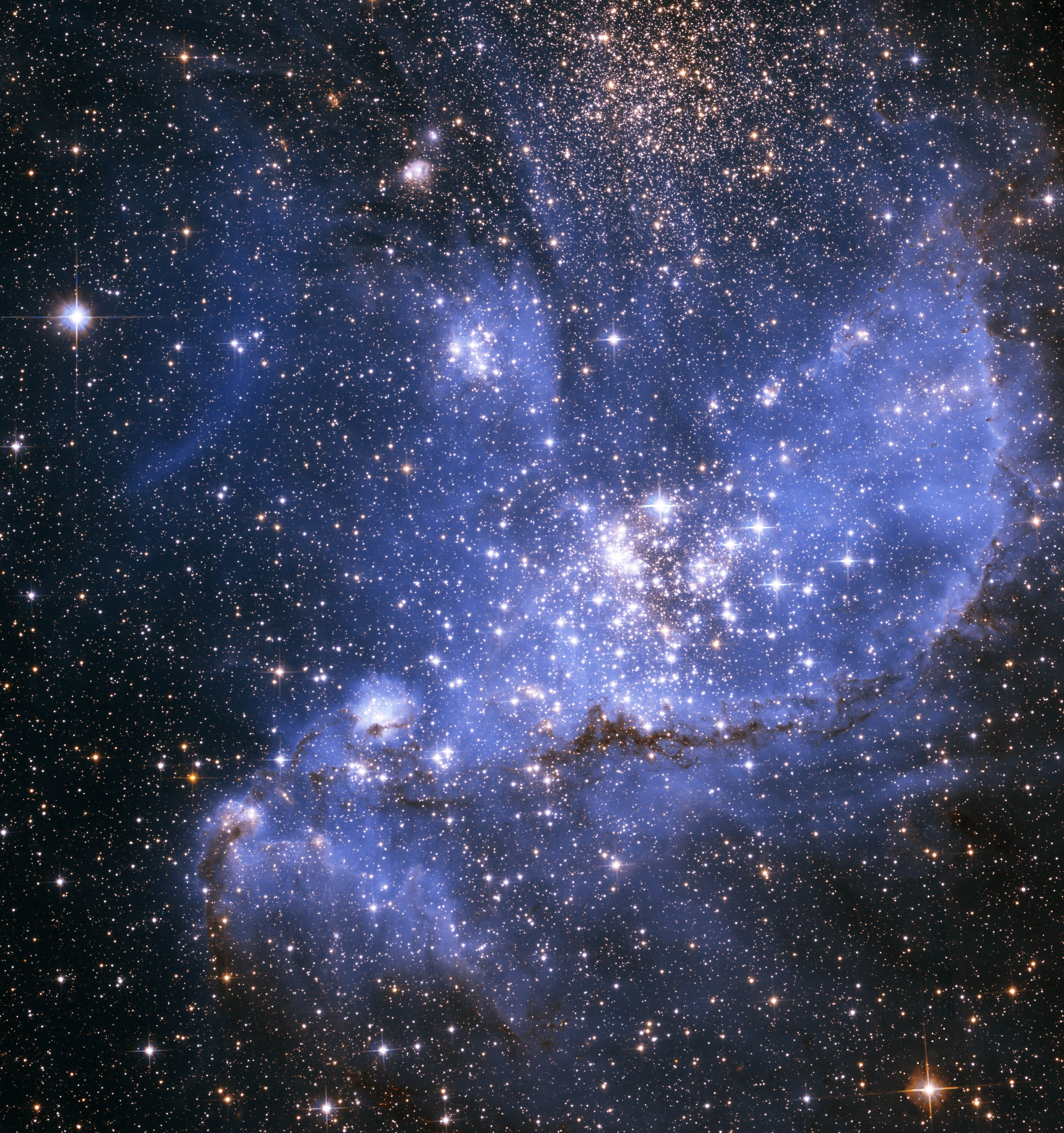
ハッブル宇宙望遠鏡による画像。NGC 346 星雲のガスと塵にまだ埋もれている幼い星が明るく輝いてる。

| Walborn | ELS    | MPG               | NMC | SSN | スペクトル型 | 有効温度 (K)  | 絶対等級              | 放射等級               | 質量 (M☉) |
| ------- | ------ | ----------------- | --- | --- | ------------ | ------------- | --------------------- | ---------------------- | --------- |
|         | 207758 | 755 (HD 5980/AB5) |     |     | LBV WN4 OI   | 45,000 34,000 | −7.1 (−8.1) −6.8 −6.7 | −11.135 −10.885 −9.885 | 61 66 34  |
| 1       |        | 435               | 26  | 7   | O5.5If       | 43,400        | −6.7                  | −10.7                  | 91        |
|         | 1      | 789               |     | 5   | O7If         | 38,900        | −7                    | −10.7                  | 85        |
| 3       |        | 355               | 29  | 9   | O3V          | 51,300        | −5.7                  | −10.3                  | 76        |
| 6       | 7      | 324               | 32  | 13  | O4V          | 48,600        | −5.2                  | −9.6                   | 54        |
| 4       |        | 342               | 30  | 11  | O5.5V        | 44,900        | −5.5                  | −9.7                   | 53        |
|         |        | 368               | 28  | 15  | O5.5V        | 44,900        | −5                    | −9.2                   | 43        |
| 2       |        | 470               | 25  |     | O8.5III      | 35,700        | −5.4                  | −8.9                   | 34        |